# Taito F3 Package System
Pour les articles homonymes, voir F3.
Le Taito F3 Package System est un système d'arcade créé par Taito en 1992. 

Logo officiel du système Taito F3

## Description
Ce système est plus communément appelé Taito F3.
Le Taito F3 utilise le couple carte mère et cartouche, principe qui connaît un certain succès avec le Neo-Geo MVS. La cartouche de couleur rouge, caractéristique du Taito F3, se positionne à plat et se branche grâce à quatre connecteurs. Certains jeux sont sortis uniquement sous forme de PCB Ces versions sont anciennes, rares et ont été créés au début de la commercialisation du système.
Le système est au format JAMMA. Il possède plusieurs connecteurs supplémentaires pour brancher les commandes des joueurs 3 et 4, un spinner, un bouton test et un potentiomètre pour régler la tension de l'alimentation.
Il existe des cartes mères de différentes régions : Japon, Amérique et Europe. Il est cependant possible de modifier et de contourner ce zonage en effectuant des modifications directement sur la carte mère,.
Le Taito F3 est animé par un processeur Motorola de la famille des M68k : le MC68EC020. Le son est géré par une puce Ensoniq ES5505,.

## Spécifications techniques

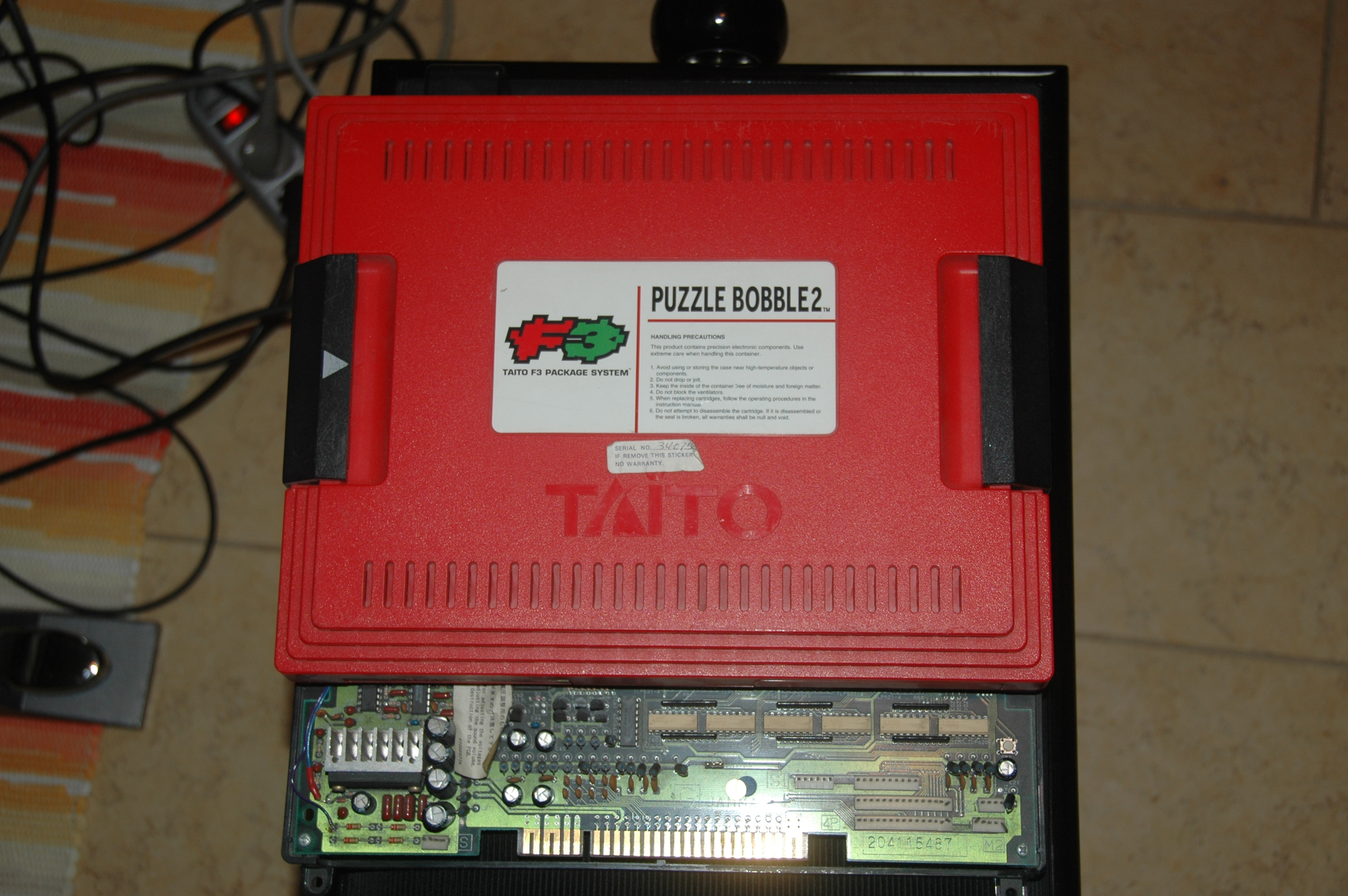
Le Taito F3

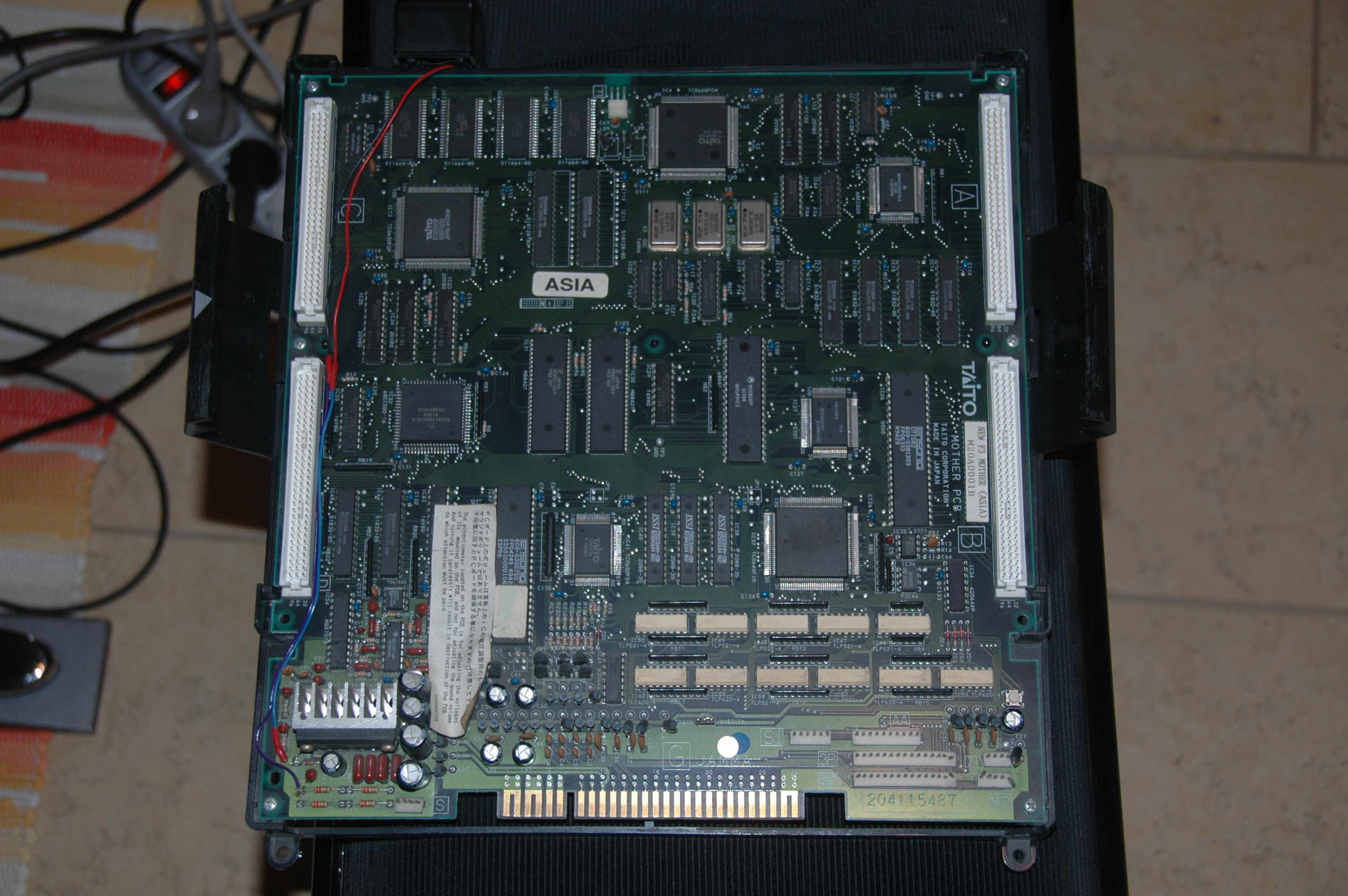
Carte mère Taito F3

### Processeur
- Motorola MC68EC020 cadencé à 16 MHz

### Audio
- Processeur sonore : Motorola MC68000 cadencé à 16 MHz
- Puces audio : Ensoniq ES5505 cadencé à 16 MHz
- DSP son : Ensoniq ES5510

### Affichage
- Résolution : 320×224
- Capacités graphiques :
  - 4 scrolling layers (512×512 or 1024×512) de tiles de 4/5/6 bpp
  - 1 scrolling text layer (512x512, characters generated in vram) 4bpp chars
  - 1 scrolling pixel layer (512x256 pixels generated in pivot ram) 4bpp pixels
  - 2 sprite banks (for double buffering of sprites)
  - Sprites de 4, 5 or 6 bpp
  - Sprite scaling
  - Rowscroll on all playfields
  - Line by line zoom on all playfields
  - Column scroll on all playfields
  - Line by line sprite and playfield priority mixing
  - Alpha blending on playfields and VRAM layer

### Média
- Cartouche de jeu vidéo :  PCB de ROMs

## Liste des jeux
| Titre                                                        | Développeur                   | Éditeur | Orientation | Genre/Note | Date |
| ------------------------------------------------------------ | ----------------------------- | ------- | ----------- | --- | ---- |
| Arabian Magic                                                | Taito                         | Taito   | H           | Hack and slash | 1992 |
| Arkanoid Returns                                             | Taito                         | Taito   | H           | Casse-briques spinner optionnel | 1997 |
| Bubble Memories                                              | Taito                         | Taito   | H           | Plate forme | 1995 |
| Bubble Symphony / Bubble Bobble II                           | Taito                         | Taito   | H           | Plate forme | 1994 |
| Cleopatra Fortune                                            | Altron / Natsume / Taito      | Taito   | H           | Puzzle | 1996 |
| Command War: Super Special Battle & War Game                 | Taito                         | Taito   | H           | | 1996 |
| Darius Gaiden: Silver Hawk                                   | Taito                         | Taito   | H           | Shoot 'em up | 1994 |
| Darius Gaiden: Extra Version                                 | Taito                         | Taito   | H           | Shoot 'em up avec Pause! | 1994 |
| Dungeon Magic / Light Bringer                                | Taito                         | Taito   | H           | Beat 'em up | 1994 |
| Elevator Action Returns / Elevator Action II                 | Taito                         | Taito   | H           | Action / Plate forme | 1994 |
| Gekirindan                                                   | Taito                         | Taito   | V           | Shoot 'em up | 1995 |
| Global Champion / Kaiser Knuckle / Dan-Ku-Ga                 | Taito                         | Taito   | H           | 2 joueur 6 boutons Kaiser Knuckle - original Japanese release Global Champion - international release removed super moves added character prologues change character portraits of Kazuya, Liza and Lihua changed title screen added "winners don't use drugs message Dan-Ku-Ga - updated version (prototype) Boss characters (Gonzales and Azteca) are playable added ability to back dash changed execution of certain moves added ability to select difficulty removed ability to select first opponent (except on training difficulty) updated CPU AI third boss (General) can be fought without meeting special conditions | 1994 |
| Grid Seeker : Project Storm Hammer                           | Taito                         | Taito   | V           | Shoot 'em up | 1995 |
| Hattrick Hero '93 / Taito Cup Finals                         | Taito                         | Taito   | H           | Sports | 1992 |
| Hattrick Hero '94 / International Cup '94                    | Taito                         | Taito   | H           | Sports | 1994 |
| Hattrick Hero '95 / Taito Power Goal                         | Taito                         | Taito   | H           | Sports | 1994 |
| Kirameki Star Road                                           | Taito                         | Taito   | H           | Quiz Japonais | 1997 |
| Land Maker                                                   | Taito                         | Taito   | H           | Puzzle | 1998 |
| Moriguchi Hiroko no Quiz de Hyuu!Hyuu!                       | Taito                         | Taito   | H           | Quiz | 1995 |
| Pop'n Pop                                                    | Taito                         | Taito   | H           | Puzzle | 1997 |
| Prime Time Fighter / Top Ranking Stars                       | Taito                         | Taito   | H           | Boxe | 1993 |
| Puchi Carat                                                  | Taito                         | Taito   | H           | Casse briques Spinner optionnel | 1997 |
| Puzzle Bobble 2 / Bust A Move Again                          | Probe Entertainment / \|Taito | Taito   | H           | Puzzle | 1995 |
| Puzzle Bobble 2 X                                            | Probe Entertainment / \|Taito | Taito   | H           | Puzzle | 1995 |
| Puzzle Bobble 3                                              | Taito                         | Taito   | H           | Puzzle | 1996 |
| Puzzle Bobble 4                                              | Cyber Front                   | Taito   | H           | Puzzle | 1997 |
| Quiz Theater - 3tsu No Monogatari                            | Taito                         | Taito   | H           | Quiz | 1994 |
| RayForce / Gunlock                                           | Taito                         | Taito   | V           | Shoot 'em up | 1993 |
| Recalhorn                                                    | Taito                         | Taito   | H           | Prototype Plate-forme | 1993 |
| Riding Fight                                                 | Taito                         | Taito   | H           | Beat 'em up / Racing... | 1992 |
| Ring Rage                                                    | Taito                         | Taito   | H           | Lutte 4 joueur 2 boutons | 1992 |
| Space Invaders '95: Attack Of The Lunar Loonies / Akkanvader | Taito                         | Taito   | V           | Shoot 'em up | 1995 |
| Space Invaders DX                                            | Taito                         | Taito   | H           | Shoot 'em up | 1994 |
| Super Cup Finals                                             | Taito                         | Taito   | H           | Sports | 1993 |
| Twin Cobra II / Kyukyoku Tiger II                            | Takumi / Taito                | Taito   | V           | Shoot 'em up | 1995 |
| Twin Qix                                                     | Taito                         | Taito   | H           | Puzzle Version Japon graphiques différents | 1995 |